# Гуэнан
Гуэна́н (фр. Gouhenans) — коммуна во Франции, находится в регионе Франш-Конте. Департамент — Верхняя Сона. Входит в состав кантона Виллерсексель. Округ коммуны — Люр.
Код INSEE коммуны — 70271.

## География
Коммуна расположена приблизительно в 340 км к юго-востоку от Парижа, в 55 км северо-восточнее Безансона, в 24 км к востоку от Везуля.
На севере коммуны протекает река Раэн.

## Население
Население коммуны на 2010 год составляло 431 человек.
| 1962 | 1968 | 1975 | 1982 | 1990 | 1999 | 2010 |
| ---- | ---- | ---- | ---- | ---- | ---- | ---- |
| 463  | 391  | 391  | 420  | 362  | 373  | 431  |

## Экономика

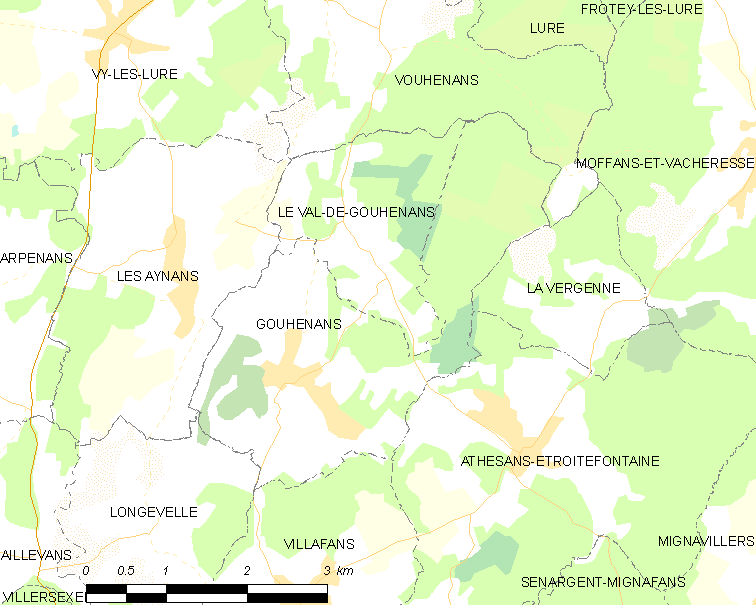
Карта коммуны

В 2010 году среди 267 человек трудоспособного возраста (15—64 лет) 196 были экономически активными, 71 — неактивными (показатель активности — 73,4 %, в 1999 году было 64,3 %). Из 196 активных жителей работали 165 человек (93 мужчины и 72 женщины), безработных было 31 (14 мужчин и 17 женщин). Среди 71 неактивных 12 человек были учениками или студентами, 22 — пенсионерами, 37 были неактивными по другим причинам.